# Markus (Musiker)

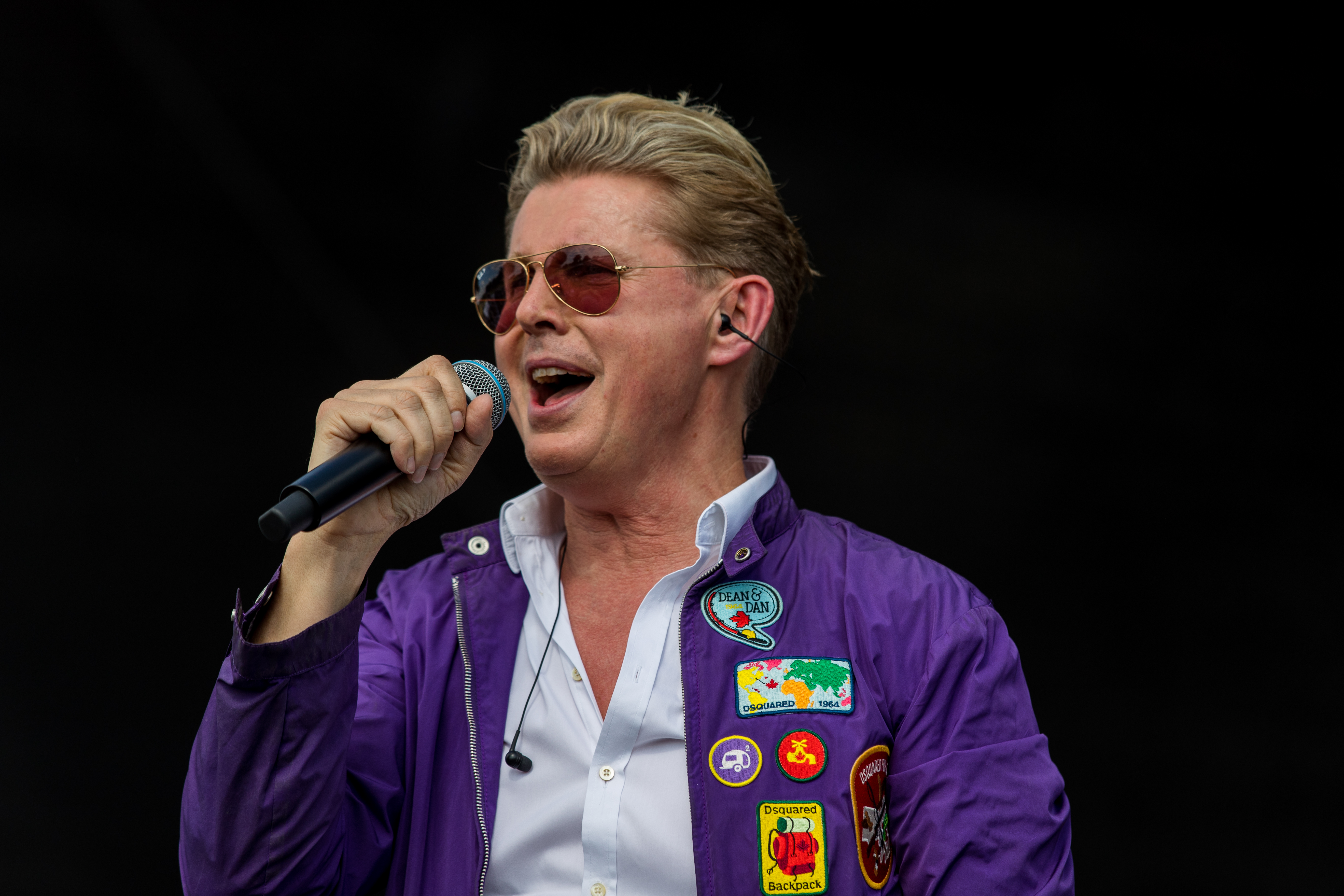
Markus (2016)

Markus Johannes Mörl (* 27. August 1959 in Camberg) ist ein deutscher Popsänger, der Anfang der 1980er Jahre als Markus in der Neuen Deutschen Welle bekannt wurde. Zeitweilig trat er auch unter dem Künstlernamen Markus M auf.

## Laufbahn
Markus sang zunächst in der Band Nylon Euter und spielte dort auch Gitarre. Im Jahr 1982 veröffentlichte die Band ein Album und eine Single, letztere unter dem Namen Nylon Euter mit Markus. Im gleichen Jahr startete er seine Solokarriere mit der Veröffentlichung der Langspielplatte Kugelblitze und Raketen. Von diesem Album stammt die ausgekoppelte Single Ich will Spaß, mit der er in Deutschland die Chartspitze erreichte und so zu einem der populärsten Interpreten der Neuen Deutschen Welle wurde.
Weitere Auskopplungen waren Schön sind wir sowieso, Ich bin heut böse und Kleine Taschenlampe brenn’, ein Duett, das Markus 1982 als Hauptdarsteller in dem Kinofilm Gib Gas – Ich will Spaß mit Nena sang, das bei der Studioaufnahme und Liveauftritten aber von Andrea-Maria Schneider (Künstlername „Andrea“) gesungen wurde.
Nach dem Ende der Neuen Deutschen Welle gründete Markus 1985 die Band T.X.T. und hatte mit ihr und dem englischen Titel Girl’s Got a Brand New Toy einen Top-10-Hit in Italien. Daneben veröffentlichte die Band den Titel Cold as Ice. Das Album What About You mit der Singleauskopplung Kiss Via Satellite erschien 1985. 
1987 trat Markus erneut als Solokünstler in Erscheinung und veröffentlichte unter anderem die Single Irgendwann, irgendwo. 1992 erschien mit 1000 Kerzen werden brennen seine letzte Single als Solokünstler, die die Charts erreichte (Platz 79). Im Jahr 2004 trat er als Teilnehmer in Comeback – Die große Chance von ProSieben auf.
Nachdem Markus’ Aufnahmen aus dem Jahr 2007 nur als Dateien zum Herunterladen zur Verfügung gestanden hatten, sind seit 2008 wieder physische Tonträger im Handel. Veröffentlicht werden sie von dem deutschen Schlager-Label Palm Records.
2017 nahm er gemeinsam mit seiner Partnerin Yvonne König an der Reality-Show Das Sommerhaus der Stars – Kampf der Promipaare teil. Das Paar belegte den vierten Platz.
2019 unterzog sich Markus Mörl einem Eingriff am Kopf. Zuvor litt der Musiker einige Jahre an der Nervenkrankheit Trigeminusneuralgie.
Am 11. Juli 2020 heiratete Markus seine langjährige Partnerin Yvonne König in Assmannshausen am Rhein. Die Hochzeitszeremonie wurde live auf RTL II übertragen.
2021 veröffentlichte Markus unter dem neu gegründeten Label Menges Music die Single Helden. 2023 war Markus Teilnehmer von Ich bin ein Star – Holt mich hier raus!/Staffel 16, das er am 22. Januar verlassen musste.
2025 nahm Markus mit seiner Familie am „Duell der Gartenprofis – Mein grünes Paradies“ teil und gestaltete den Garten der Familie um.

## Diskografie
Studioalben

| Jahr | Titel Musiklabel                                                 | Höchstplatzierung, Gesamtwochen, AuszeichnungChartplatzierungen (Jahr, Titel, Musiklabel, Platzierungen, Wochen, Auszeichnungen, Anmerkungen) | Höchstplatzierung, Gesamtwochen, AuszeichnungChartplatzierungen (Jahr, Titel, Musiklabel, Platzierungen, Wochen, Auszeichnungen, Anmerkungen) | Höchstplatzierung, Gesamtwochen, AuszeichnungChartplatzierungen (Jahr, Titel, Musiklabel, Platzierungen, Wochen, Auszeichnungen, Anmerkungen) | Anmerkungen                              |
| Jahr | Titel Musiklabel                                                 | DE | AT | CH | Anmerkungen                              |
| ---- | ---------------------------------------------------------------- | --- | --- | --- | ---------------------------------------- |
| 1982 | Kugelblitze & Raketen Columbia Records (CBS)                     | DE26 (9 Wo.)DE | — | — | Erstveröffentlichung: 1982               |
| 1983 | Es könnt romantisch sein Columbia Records (CBS)                  | — | — | — | Erstveröffentlichung: August 1983        |
| 1993 | Die Macht der kleinen Hände RCA Records (RCA)                    | — | — | — | Erstveröffentlichung: 12. Februar 1993   |
| 2000 | Kopfüber Electrola (EMI)                                         | — | — | — | Erstveröffentlichung: 14. August 2000    |
| 2008 | Alles kommt wie es kommt Palm Records (Sony BMG)                 | — | — | — | Erstveröffentlichung: 24. Oktober 2008   |
| 2011 | Heiter und wolkig Palm Records (Sony)                            | — | — | — | Erstveröffentlichung: 16. September 2011 |
| 2017 | Zeit zu fliegen Telamo (WMG)                                     | — | — | — | Erstveröffentlichung: 24. Februar 2017   |
| 2022 | Das Leben liebt mich … und ich liebe das Leben More Music (Edel) | — | — | — | Erstveröffentlichung: 15. Juli 2022      |

grau schraffiert: keine Chartdaten aus diesem Jahr verfügbar